# Postinternet
Postinternet är en konströrelse inom fältet New Media och är en utveckling från sen 1990- till tidig 2000-tals Internetkonst, kallat net.art. Skillnaden mellan postinternet och net.art är att medan net.art-konstnärer skapade konst exklusivt digitalt, använder postinternetkonstnärer digitala eller analoga verktyg som inte enbart berör ämnen kopplade till Internet. Postinternetkonst är konst som reflekterar Internet och Internets påverkan på kultur och samhället.
Postinternet innebär att konstnärer kan både arbeta med traditionella medier och har förmågan att korsa mellan online- och offline-arrangemang.
Termen postinternet härstammar från diskussioner om Internetkonst av Marisa Olson, Gene McHugh och Artie Vierkant. Guthrie Lonergan och Cory Arcangel benämner det som en term för att vara "Internet-medveten” (“Internet aware”). Generellt beskrivs postinternet som konst som behandlar Internets påverkan på estetik, kultur och samhället.

## Historia och kontext
Internet-konst fick ett stort uppsving sent 1990- till tidigt 2000-tal med rötter i Dada, Fluxus och utforskning av nätkultur i allmänhet. Verk skapade i postinterneteran delar ofta estetik med Internetkonst, net.art och DataDada konst.
Den amerikanska konstnären och författaren Marisa Olson anses vara en av de första att använda termen år 2008. I Rhizomes paneldiskussion 2006 Net Aesthetics 2.0, förklarar Olson vad hon kallar ett "postinternet sätt att arbeta";
Konstkritikern Gene McHugh startade en blogg kallad Post Internet år 2009, där han beskriver Olsons definition av postinternet som en förändring i hur vi använder och påverkas av Internet, inte Internets död. Amerikanska konstnären Michael Connor tolkar termen som ett sätt för konstnären att distansera sig från Internet i en viss utsträckning. Kanadensiska mediekonstnären Jennifer Chan  karaktäriserar Olsons definition som ett sätt att demonstrera Internets påverkan på vardagen och konstskapandet.
År 2012 skrev Olson artikeln Postinternet: Art After the Internet för att uppdatera hennes första definition fem år efter hennes första uttalande; “I think it’s important to address the impacts on the internet on the culture at large, and this can be done well on networks but can and should also exist offline.” Olson bekräftar sitt första uttalande samtidigt som hon försöker expandera stödet av konst som engagerar sig i internet. Det är inte bara internetbaserad konst som inryms i definitionen av postinternet, vilket Olson skrev år 2005. Olson menar att vi är nu i en postinternetera, där allt är och har alltid varit postinternet eftersom alla verk skapade nu är producerade i postinterneteran.

## Kritik
Postinternetkonst har kritiserats för att vara om Internet istället för konst skapat av Internet, som net.art. Därmed förlorar postinternet många av de strukturella fördelar som net.art har, nämligen att postinternetkonst existerar genom institutionen av fysiska gallerier. Medan net.art försökte omdefiniera utrymmet för dess konst. Därmed anses postinternetkonst mer förankrad i en äldre traditionell uppfattning om konstens roll. Kritiken mot postinternetkonst karaktäriseras ofta som en fråga om hur de immateriella och demokratiserande verken som följer av internetinnehållsskapande paradigmer kan monetäriseras. I den bemärkelsen beskrivs postinternetkonsten ibland negativt som bilden av nätverks-född konst ompaketerad för galleriet eller för försäljning.
På motsatt sätt har det även föreslagits att postinternet är mer som en förutsättning för att skapa konst och för kritiskt tänkande. Eftersom Internet inte längre är ett val utan en nödvändighet i vårt samhälle, måste man vara kritiskt medveten om Internets påverkan på samhället när man skapar konst. Detta förklaras av Marisa Olson i en intervju med we make money not art-bloggaren Regine Debatty;
"There doesn't seem to be a need to distinguish, any more, whether technology was used in making the work - after all, everything is a technology, and everyone uses technology to do everything. What is even more interesting is the way in which people are starting to make what I've called "post-internet" art in my own work (such as my Monitor Tracings), or what Guthrie Lonergan recently called "Internet Aware Art". I think it's important to address the impacts of the internet on culture at large, and this can be done well on networks but can and should also exist offline. Of course, it's an exciting challenge to explain to someone how this is still internet art.... If that really matters."

## Konstnärer
- Hito Steyerl
- Petra Cortright
- Jon Rafman
- Katja Novitskova
- Amalia Ulman
- Marisa Olson
- James Bridle
- Harm van den Dorpel
- Camille Henrot
- Cory Arcangel
- Garrett Lynch
- Kate Steciw
- Ewa Doroszenko
- Constant Dullaart

## Verk
- Post Internet Survival Guide är ett projekt skapat av den Estländska installationskonstnären Katja Novitskova. Projektet består av en bok, en installation och en serie utställningar.[16]
- Excellences & Perfections (2014) av argentinska konstnären Amalia Ulman. Verket är ett performance på Instagram som utspelades under cirka fem månader.[17] The Telegraph karaktäriserade verket som ett av de mest originella och framträdande konstverken i den digitala eran[18] och the Slate porträtterade Ulmans performance som "an art-world sensation."[19]
- VVEBCAM (2007) av amerikanska konstnären Petra Cortright.[20] VVEBCAM är ett audivisuellt verk Cortright publicerade på YouTube år 2007.
- Kanadensiska konstnären Jon Rafmans The Nine Eyes of Google Street View.[21] 2008 började Rafman samla skärmdumpar av bilder från Google Street View och publicerade dem på bloggar, som PDFs, i böcker och som stora C-prints för galleriutställningar. Fotoprojektet undersöker meningen och funktionen av dessa bilder och deras implikationer för konstnärer och bildskapare.[22]